# Вологодская государственная молочнохозяйственная академия
Вологодская государственная молочнохозяйственная академия имени Н. В. Верещагина (ФГБОУ ВО Вологодская ГМХА) — один из старейших вузов на Северо-Западе России. Является одним из основоположников развития системы аграрного высшего образования и сельскохозяйственной науки, особенно в комплексных вопросах технологии получения и промышленной переработки молока.

## История
Расположена в селе Молочное, административно входящем в состав Вологды.
3 (16) июня 1911 года Николай II подписал Указ «Об учреждении Вологодского молочнохозяйственного института с целью научной разработки вопросов молочного хозяйства и молочного скотоводства, теоретической и практической подготовки образованных деятелей в этой области». Большую роль в становлении института сыграл профессор А. А. Калантар.
В 1912—1917 годах велось строительство корпусов института. В 1921 году состоялся первый выпуск 10 агрономов и специалистов по молочному хозяйству.
В 1995 году ВУЗ обрёл современное название. До 1995 года назывался «Вологодский молочный институт».
В состав академии входят факультеты:
- экономический факультет;
- технологический факультет;
- инженерный факультет;
- факультет агрономии и лесного хозяйства;
- факультет ветеринарной медицины и биотехнологий;
- технологический колледж (ранее — среднетехнологический факультет).

Обучение ведётся по очной и по заочной форме. Применяются системы дистанционного образования для учащихся-заочников.
Академия имеет представительство в Архангельске.
В Вологодском районе в 1999 году заложен и действует дендрологический сад — структурное подразделение Академии.